# فيلادييغو
بلدية فيلادييغو (بالإسبانية: Villadiego)‏, هي إحدى بلديات مقاطعة برغش, التي تقع في منطقة قشتالة وليون, والتي تقع في شمال غرب إسبانيا.
يبلغ عدد سكانها 1.959 نسمة وفقاً لإحصائية سنة (2002).